# Entre-Deux
Entre-Deux – miasto na Reunionie (departament zamorski Francji). Według danych INSEE w 2019 roku liczyło 6992 mieszkańców.